# باول إيفانز (مغني)
باول إيفانز (بالإنجليزية: Paul Evans)‏ هو مغني ومغن مؤلف أمريكي، ولد في 5 مارس 1938 في كوينز في الولايات المتحدة.

## وصلات خارجية
- بول إيفانز على موقع IMDb (الإنجليزية)
- بول إيفانز على موقع ميوزك برينز (الإنجليزية)
- بول إيفانز على موقع أول ميوزيك (الإنجليزية)
- بول إيفانز على موقع ديسكوغز (الإنجليزية)
- بول إيفانز على موقع قاعدة بيانات الفيلم (الإنجليزية)